# Japan Soccer League 1974
La temporada de 1974 fue la décima edición de la Liga de fútbol de Japón , el mayor nivel de campeonato de fútbol japonés.

## Clasificación

### Primera División
| Pos | Club              | PTS | W  | D | L  | GF | GA | GD   | Notas     |
| --- | ----------------- | --- | -- | - | -- | -- | -- | ---- | --------- |
| 1   | Yanmar Diesel     | 25  | 10 | 5 | 3  | 47 | 24 | ＋23 | Campeones |
| 2   | Mitsubishi Motors | 25  | 11 | 3 | 4  | 37 | 18 | ＋19 |           |
| 3   | Hitachi           | 19  | 7  | 5 | 6  | 33 | 22 | ＋11 |           |
| 4   | Furukawa Electric | 19  | 7  | 5 | 6  | 25 | 24 | ＋1  |           |
| 5   | Nippon Steel      | 19  | 8  | 3 | 7  | 24 | 25 | －1  |           |
| 6   | Toyo Industries   | 18  | 6  | 6 | 6  | 20 | 25 | －5  |           |
| 7   | Nippon Kokan      | 17  | 6  | 5 | 7  | 24 | 28 | －4  |           |
| 8   | Towa Real Estate  | 16  | 5  | 6 | 7  | 25 | 30 | －15 |           |
| 9   | Eidai Industries  | 14  | 4  | 6 | 8  | 19 | 30 | －11 | Promoción |
| 10  | Toyota Motors     | 8   | 3  | 2 | 13 | 8  | 36 | －28 | Promoción |

### Promoción
| Primera División | Ida | Vuelta | Segunda División |
| ---------------- | --- | ------ | ---------------- |
| Eidai Industries | 3-2 | 3-1    | Fujitsu          |
| Toyota Motors    | 1-0 | 3-2    | Yomiuri          |

No hubo descensos.

### Segunda División
| Pos | Club                             | PTS | W  | D | L  | GF | GA | GD   | Notes                          |
| --- | -------------------------------- | --- | -- | - | -- | -- | -- | ---- | ------------------------------ |
| 1   | Yomiuri S.C.                     | 26  | 11 | 4 | 3  | 46 | 20 | ＋26 | Promoción con Primera División |
| 2   | Fujitsu                          | 22  | 9  | 4 | 5  | 32 | 19 | ＋13 | Promoción con Primera División |
| 3   | Kyoto Shiko Club                 | 22  | 9  | 4 | 5  | 27 | 20 | ＋7  |                                |
| 4   | NTT Kinki                        | 20  | 8  | 4 | 6  | 30 | 24 | ＋6  |                                |
| 5   | Kofu Club                        | 20  | 8  | 4 | 6  | 29 | 24 | ＋5  |                                |
| 6   | Teijin Matsuyama                 | 19  | 7  | 5 | 6  | 29 | 33 | －4  |                                |
| 7   | Dainichi Nippon Cable Industries | 17  | 7  | 3 | 8  | 32 | 27 | －5  |                                |
| 8   | Tanabe Pharmaceutical            | 16  | 7  | 2 | 9  | 33 | 31 | ＋2  |                                |
| 9   | Sumitomo Metal                   | 12  | 4  | 4 | 10 | 23 | 48 | －25 | Promoción con Copa Shakaijin   |
| 10  | Hitachi Ibaraki                  | 6   | 1  | 4 | 13 | 10 | 43 | －33 | Promoción con Copa Shakaijin   |

### Promoción
| Segunda División | Ida | Vuelta | Copa Shakaijin           |
| ---------------- | --- | ------ | ------------------------ |
| Sumitomo Metal   | 2-1 | 3-2    | Yanmar Club (Subcampeón) |
| Hitachi Ibaraki  | 1-1 | 0-2    | Honda (Campeón)          |

Honda ascendido, Hitachi Ibaraki descendido a la liga de Kanto.

## All-Star Game
|  | Local | vs. | Visita |  |  |